# Sabor (física)
Segons el Model estàndard de física de partícules el sabor o aroma és l'atribut que distingeix a cada un dels sis quarks: u (up, a dalt), d (down, a sota), s (strange, estrany), c (charm, encantat), b (bottom, fons) i t (top, cim). Es diu que els quarks es presenten en sis sabors, cadascun dels quals pot tenir un de tres colors. D'aquesta manera els quarks serien en total divuit.
El sabor és un nombre quàntic de les partícules elementals relacionat amb la seva interacció dèbil. Al model electrofeble, aquesta simetria és figurada i els processos de canvi de sabor existeixen. A cromodinàmica quàntica, d'altra banda, el sabor és una simetria global. Si es tenen dos o més partícules, que tinguin interaccions idèntiques, es poden intercanviar sense afectar les seves propietats físiques. Qualsevol combinació lineal (complexa) d'aquestes dues partícules tenen les mateixes propietats físiques, mentre es mantingui l'ortogonalitat o perpendicularitat entre elles. En altres paraules, la teoria té transformacions de simetria com ara {\displaystyle M\left({o \atop d}\right)}, on {\displaystyle o} i {\displaystyle d} són dos camps i {\displaystyle M} és qualsevol matriu unitària {\displaystyle 2\times 2} amb un determinant unitari. Aquesta simetria és global per a les interaccions fortes i figurada (gauge) per a les interaccions dèbils.

## Nombres quàntics de sabor

### Leptons
Tots els leptons porten un nombre leptònic L = 1. Addicionalment, els leptons tenen isoespins febles, tz, que és -1/2 per als tres leptons carregats (e, μ i τ) i 1/2 per als tres neutrins associats. Cada doblet de leptons carregat i neutrí amb Tz  oposat es diu que constitueix una generació de leptons. Addicionalment, es defineix un nombre quàntic anomenat hipercàrrega feble IW  que és -1 per a la càrrega d'un leptó i+1 per als neutrins. L'isoespín feble i la hipercàrrega feble són figurats (gauged) al model estàndard.
Els leptons poden ser assignats 6 nombres quàntics amb sabors: nombre electró, nombre muó, nombre tau i els corresponents nombres per als neutrins. No obstant això, neutrins de diferents generacions poden barrejar-se, és a dir, un neutrí d'un sabor pot transformar-se en una altra sabor. La força d'aquestes barreges és descrita per la matriu anomenada matriu MNS.

### Quarks
Tots els quarks tenen nombre bariònic B = ⅓. A més, porten isoespins febles Tz  = ± ½. Les partícules amb Tz positiu (negatiu) són anomenades quarks tipus amunt (avall). Cada estat doblet de quarks amunt i avall constitueix una generació de quarks.
Els quarks tenen els següents nombres quàntics de sabor:
- isoespín que té un valor I  z  = ½ per als quark up i un valor de I  z ; = - ½ per als quark down.
- Estranyesa (física) (S): un nombre quàntic introduït per Murray Gell-Mann. L'antiquark estrany es defineix per tenir estranyesa +1. Aquest és un quark tipus avall.
- Encant (física) (C): Les partícules amb 1 quark encantat tenen C = +1. Aquest és un quark tipus amunt.
- Bellesa (física) (B') ː El nombre quàntic és +1 per a tota partícula amb 1 antiquark fons (quark de tipus avall).
- Veritat (física) (T) ː El nombre quàntic del top és T = +1 (-1 per a l'antiquark cim).

Aquests són nombres quàntics útils des del punt de vista de les forces electromagnètiques i fortes (que els conserven). Amb aquests es poden construir altres nombres quàntics derivats
- Hipercàrrega: I = B+S+C+B '+T
- Càrrega elèctrica: Q = I  z +I/2, d'acord amb la fórmula de Gell-Mann-Nishijima.

Un quark d'un sabor donat és un estat propi de la part d'una interacció dèbil d'un hamiltonià: que interactuarà d'una manera definitiva amb els bosons W +, W  -  i Z. D'altra banda, un Fermió d'una massa determinada (un estat propi de la cinètica i part d'un hamiltonià de la interacció forta) és normalment una superposició de diversos sabors. Com a resultat, el sabor que conté un estat quàntic pot canviar com aquest es propagui lliurement. La transformació del sabor a una massa obtinguda a partir de quarks és donada per l'anomenada matriu Cabibbo-Kobayashi-Maskawa (matriu CKM). Per definició llavors, la matriu defineix la força d'un canvi de sabor sota la interacció feble de quarks. La matriu CKM permet la violació CP si hi ha almenys tres generacions.

### Antipartícules i hadrons
Els nombres quàntics de sabor són additius. Llavors les antipartícules tenen un sabor igual en magnitud a les partícules però amb signe oposat. Els hadrons obtenen el seu nombre quàntic de sabor del seu quark de valència: aquesta és la base de la classificació en el model de quarks. La relació entre la hipercàrrega, càrrega elèctrica i altres nombres quàntics de sabor es manté en els hadrons com també en els quarks.

## Cromodinàmica quàntica
La simetria del sabor està relacionada estretament amb la simetria quiral. La cromodinàmica quàntica (QCD) conté sis sabors de quarks. No obstant això, difereixen les seves masses. Com a resultat d'això, no són estrictament intercanviables amb altres. Dos dels sabors, anomenats up i down, són a prop de tenir masses iguals i la teoria d'aquests dos quarks té una simetria SU (2) aproximada. Sota algunes circumstàncies un pot prendre N  f  sabors per tenir les mateixes masses i obtenir una simetria del sabor SEU (N  f ) efectiva.
Sota algunes circumstàncies, la massa dels quarks pot ser totalment descuidada. En aquest cas, cada sabor de quark té una simetria quiral. Un pot llavors fer transformacions de sabor independentment de les parts dretes o esquerranes de cada camp de quarks. El grup de sabor és llavors un grup quiral, descrit pel producte de grups especials unitaris {\displaystyle SU_{L}(N_{f})\times SU_{R}(N_{f})}.
Si tots els quarks tenen la mateixa massa llavors aquesta simetria quiral es trenca a una simetria vector d'un grup diagonal de sabor que s'aplica a la mateixa transformació de les dues helicides és dels quarks. Una reducció de la simetria és anomenada ruptura explícita de la simetria. La quantitat de ruptura de la simetria explícita és controlada per la massa dels actuals quarks a la QCD.
SI els quarks no tenen massa, la simetria quiral del sabor pot ser trencada espontàniament si per alguna raó el buit de la teoria conté un condensat quiral (com s'ho fa en petites energies en QCD). Això dona lloc a una massa efectiva dels quarks, usualment identificat amb el quark de valència de massa en QCD.

### Simetries de la QCD
Anàlisi d'experiments indiquen que les actuals masses dels quarks dels sabors lleugers de quarks són molt més petits que l'escala QCD, Λ  QCD , llavors la simetria quiral de sabor és una bona aproximació a la cromodinàmica quàntica per als quarks amunt, avall i estrany. L'èxit d'una teoria de pertorbació quiral i dels models quirals esperen aquest fet. Les masses dels quarks de valència extretes del model quark són molt més llargues que les masses de quarks actuals. Això indica que la QCD té ruptura simètrica quiral espontània amb la formació de condensats quirals. Altres fases de la QCD poden trencar la simetria quiral del sabor en altres camins.

## Lleis de Conservació
Els nombres quàntics de sabor que es conserven absolutament són:
- La càrrega elèctrica Q
- La diferència entre el nombre bariònic i el nombre leptó: BL

Tots els altres nombres quàntics de sabor són violats per la interacció electrofeble. El nombre bariònic i el nombre leptó se'ls viola per separat en la interacció dèbil a través de l'anomalia quiral. Les interaccions fortes conserven tots els sabors.